# Pandémie de Covid-19 aux Îles Marshall
La pandémie de Covid-19 aux Îles Marshall démarre officiellement le 27 octobre 2020. À la date du 18 septembre 2022, le bilan est de 17 morts.

## Premières mesures
Lorsque la maladie s'étend à travers le monde, les Îles Marshall, État archipel du Pacifique équatorial, ferment leurs frontières en mars 2020 et s'en prémunissent ainsi avec succès. À partir de juin, le pays autorise la venue de personnel pour la base militaire des États-Unis sur l'atoll de Kwajalein, à condition que ceux-ci demeurent trois semaines en quarantaine à leur arrivée dans le pays.
Le 28 octobre 2020, les autorités révèlent que deux employés de la base militaire américaine à Kwajalein, arrivés la veille, sont atteints de la maladie. Leurs tests s'étaient révélés négatifs avant leur départ de Honolulu. L'une est une femme de 35 ans, qui avait déjà été atteinte du Covid-19 en juillet (à l'étranger). Un test le soir du 27 octobre, après son arrivée à la base militaire, se révèle positif. L'autre est un homme de 46 ans, de nationalité américaine, testé positif le 28 octobre. Tous deux étaient en quarantaine préventive à la base militaire dès leur arrivée, et n'ont eu aucun contact avec la population de l'atoll. Le président de la République, David Kabua, prend la parole à la radio le soir du 28 octobre pour rassurer ses compatriotes sur ce point,.
Les autorités indiquent par la suite que la femme est un « cas historique et guéri », et qu'elle n'est pas contagieuse. Quant à l'homme atteint du virus, les autorités médicales indiquent le 8 novembre qu'il n'est plus contagieux. Le 12 novembre, le gouvernement informe la population que le pays ne présente plus de cas du virus, mais que l'homme guéri demeurera néanmoins en quarantaine jusqu'à la fin des vingt-et-un jours règlementaires, de même que les autres employés de la base militaire arrivés le 27 octobre.
Le 17 novembre, toutefois, les autorités révèlent que trois nouveaux cas ont été décelés parmi les immigrés en quarantaine. Le site Worldometer indique que tous les patients sont guéris au 30 novembre, mais sans indiquer de source.

## Statistiques

Nombre de cas aux Îles Marshall depuis le début de l'épidémie.

Nombre de morts aux Îles Marshall depuis le début de l'épidémie.